# Hors-jeu (hockey sur glace)
Pour les articles homonymes, voir Hors-jeu.
Le hors-jeu est une faute de jeu du hockey sur glace.
Au hockey sur glace, la rondelle (ou palet) doit pénétrer entièrement dans la zone d'attaque, délimitée par une ligne bleue, avant tout joueur de l'équipe à l'offensive. Si un joueur est signalé hors-jeu et que son équipe n'a pas le palet, le juge de lignes lève le bras, main tendue, et le baisse lorsque tous les joueurs sont ressortis de la zone (précisément quand ils ont repris contact avec la ligne bleue avec un patin) ou que la rondelle sort intégralement de la zone d'attaque. Si toutefois l'équipe en défaut est en possession de la rondelle au moment du hors-jeu, le juge de lignes sifflera pour arrêter le jeu et la reprise subséquente aura lieu en zone neutre au point de mise en jeu le plus près de la ligne bleue où l'infraction s'est produite. Si le hors-jeu est consécutif à une passe, l'engagement aura lieu dans la zone de défense de l'équipe fautive.
Bien que la règle de base soit toujours la même, il existe quelques variantes dans le cas d'une rondelle (palet), envoyé en zone d'attaque alors qu'un joueur est hors-jeu, est contrôlé par l'équipe en défense :
- Hors-jeu immédiat (immediate offside) : la règle s'applique strictement, le hors-jeu est signalé. Cette règle était utilisée en LNH avant la saison 2005-2006.
- Hors-jeu différé (delayed offside) : règle internationale, utilisée dans la LNH depuis 2006 : le hors-jeu n'est pas sifflé si l'équipe en défense passe ou conduit le palet en zone neutre, ou si tous les attaquants « libèrent » immédiatement la zone d'attaque en reprenant contact avec la ligne bleue avec un patin.

## Procédure
Il est de la responsabilité des juges de lignes de signaler les hors-jeu.

Si le hors jeu est sifflé, l'engagement a lieu sur un des deux points proche de la ligne bleue (point d'engagement), du côté où la faute a été commise. En cas de tir volontaire par l'équipe en attaque sur le gardien (ou en sa direction) alors qu'un joueur au minimum en attaque est hors-jeu, c'est un hors-jeu volontaire et l'engagement a lieu dans la zone de défense de l'équipe fautive. Cette règle s'applique également en cas de passe à un joueur hors-jeu.

## Hors-jeu de deux lignes
La passe hors-jeu (offside pass en anglais) ou deux lignes (two-line pass) est une ancienne règle de hors-jeu, utilisée uniquement en Amérique du Nord (particulièrement en Ligue nationale de hockey). Suivant cette règle, il est interdit de faire une passe depuis sa zone de défense à destination d'un joueur situé au-delà de la ligne rouge centrale. Cette règle a été supprimée en LNH à partir de la saison 2005-2006.

## Sources

### Sources générales
- (en) « Règles 2006-2007 de la LNH »(Archive.org • Wikiwix • Archive.is • Google • Que faire ?)
- (fr) Règles de Hockey Canada